# Tsanteleina
La Tsanteleina (3.601 m s.l.m. - anche Tsanteleynaz - stessa pronuncia) è una montagna delle Alpi Graie, sottosezione Alpi della Grande Sassière e del Rutor. Si trova sul confine tra l'Italia (Valle d'Aosta) e la Francia (Savoia).

## Toponimo
Il toponimo deriva dal termine tsantì, che in patois valdostano indica una piccola collina.

## Caratteristiche

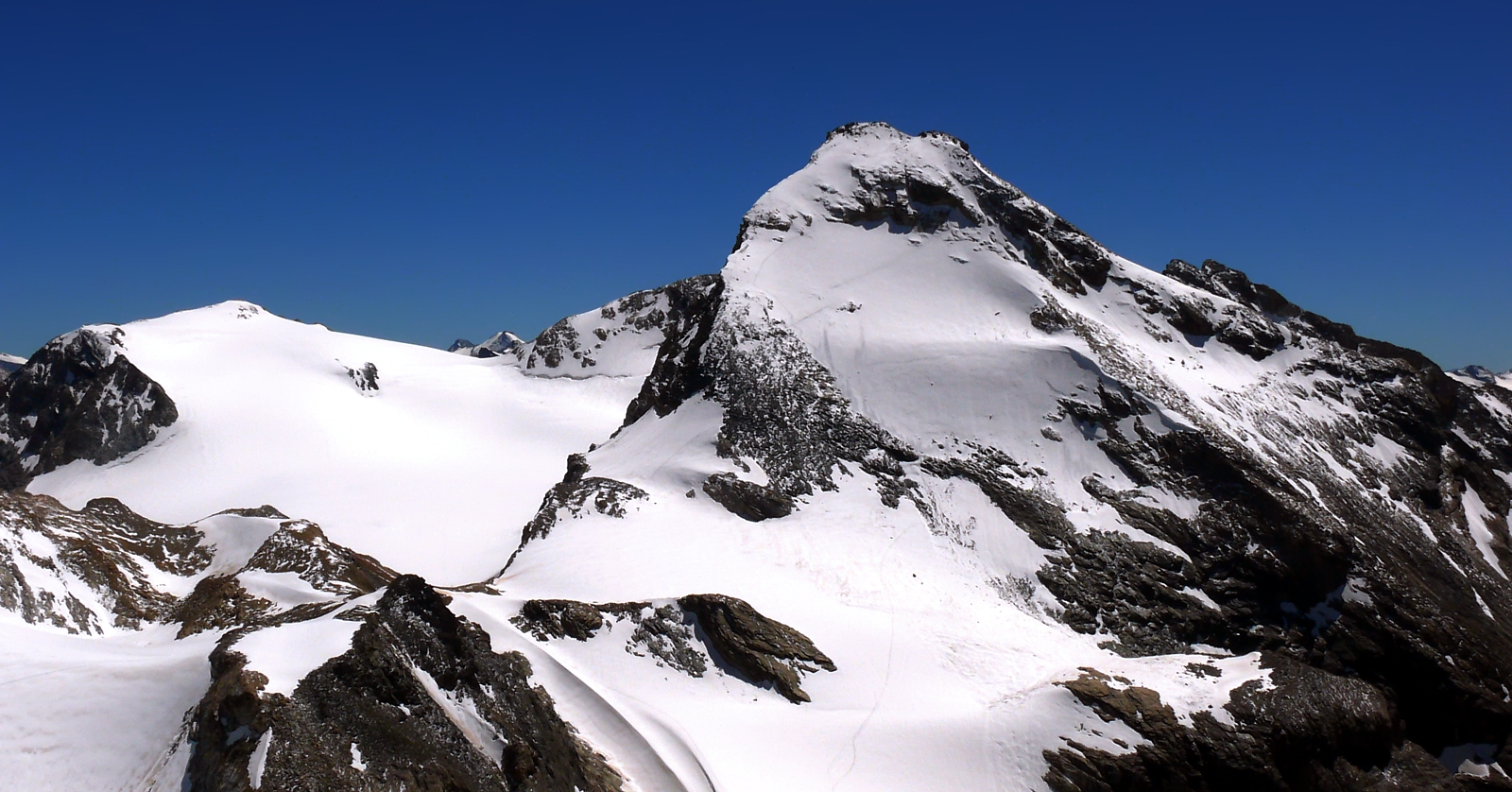
La Tsanteleina vista della Becca della Traversière.

Dal versante italiano si trova alla testata della Val di Rhêmes, dal versante francese domina la val d'Isère.
La montagna ha una forma piramidale e presenta a nord uno scivolo nevoso che scende al Colle della Tsanteleina e che la separa dal Pic de Golette (3.245 m).

## Ascesa alla vetta
È possibile salire sulla vetta partendo dal Rifugio Gian Federico Benevolo (2.285 m). Dal rifugio si risale la valle passando sotto la Granta Parey; poi si risale il Ghiacciaio della Tsanteleina fino al Colle della Tsanteleina. Infine si percorre il pendio nord-est della montagna.